# Mark Harris (remero)
Mark Harris es un deportista británico que compitió en remo. Ganó dos medallas en el Campeonato Mundial de Remo, bronce en 1975 y plata en 1980.

## Palmarés internacional
| Campeonato Mundial | Campeonato Mundial       | Campeonato Mundial | Campeonato Mundial      |
| Año                | Lugar                    | Medalla            | Prueba                  |
| ------------------ | ------------------------ | ------------------ | ----------------------- |
| 1975               | Nottingham (Reino Unido) | Medalla de bronce  | Ocho con timonel ligero |
| 1976               | Villach (Austria)        | Medalla de plata   | Ocho con timonel ligero |